# Paleo-ecologie
Paleo-ecologie maakt gebruik van fossielen om ecosystemen van het verleden te reconstrueren. Het betreft onderzoek dat zich richt op fossiele organismen en hun bijbehorende levenscyclus, interacties, natuurlijke omgeving en manier van sterven.
Door middel van dit onderzoek probeert men de relatie en totstandkoming van de huidige biodiversiteit te verduidelijken.
Een paleo-ecologische reconstructie houdt zo veel mogelijk rekening met de complexe interacties tussen omgevingsfactoren, zoals vochtigheid, temperatuur, voedselbeschikbaarheid, mate van zonlicht, zoutgehalte en waterbeweging. Omdat veel individuele fossielen door allerlei oorzaak niet in de bestudeerde fossiele associatie terechtkomen (bijvoorbeeld door tafonomische en fossilisatieprocessen en diagenese) gaat vaak veel van deze informatie verloren.
Milieureconstructie met behulp van fossielen gaat het best als er weinig of geen uitgestorven soorten in de fossiele gemeenschap aanwezig zijn. Daarbij neemt men stilzwijgend aan dat de milieu-eisen van een soort gedurende zijn bestaan in wezen niet veel verandert. Van uitgestorven soorten is de kennis over de milieu-eisen altijd minder precies. Men gaat ervan uit dat verwante soorten sterk gelijkende eisen hebben, wat echter niet altijd het geval hoeft te zijn. Omdat verder teruggaand in de tijd het aantal uitgestorven soorten toeneemt wordt een milieureconstructie steeds minder precies. De beste resultaten worden dan ook verkregen binnen het Kwartair.
Als men helemaal niets over de levenswijze en ecologische voorkeur van een fossiele soort weet, kan men die soms afleiden uit de begeleidende levensgemeenschap waarin zo'n soort heel veel wordt aangetroffen. Een andere methode maakt gebruik van de morfologie van de fossielen. Zo kunnen bepaalde schelpvormen op een bepaalde leefomgeving wijzen. Zo'n schelpvorm komt dan voor bij veel niet-verwante soorten die in hetzelfde milieu leven.
Er zijn vele methoden om verantwoorde paleo-ecologische reconstructies te maken. Meestal wordt een kwantitatieve analyse uitgevoerd: individuele exemplaren worden per soort of groep van soorten geteld. De resultaten van de tellingen worden vaak statistisch bewerkt. De gebruikte statistische methode is afhankelijk van de hoeveelheid materiaal, de hoeveelheid ecologische kennis over de soorten, de vraagstelling, etc. De methode is veelal afhankelijk van de aangetroffen soorten fossielen en hun preservatie. Meestal wordt per plant- of diergroep een analyse gemaakt waarvan uiteindelijk de resultaten met elkaar vergeleken worden om er een samenvattende conclusie uit te trekken.